# Asilus filiformis
Asilus filiformis är en tvåvingeart som beskrevs av Olivier 1789. Asilus filiformis ingår i släktet Asilus och familjen rovflugor.
Artens utbredningsområde är Frankrike. Inga underarter finns listade i Catalogue of Life.